# Município de Palmer (condado de Washington, Ohio)
O município de Palmer (em inglês: Palmer Township) é um município localizado no condado de Washington no estado estadounidense de Ohio. No ano de 2010 tinha uma população de 566 habitantes e uma densidade populacional de 9,64 pessoas por km².

## Geografia
O município de Palmer encontra-se localizado nas coordenadas 39° 26′ 45″ N, 81° 43′ 48″ O. Segundo a Departamento do Censo dos Estados Unidos, o município tem uma superfície total de 58.68 km², da qual 58,38 km² correspondem a terra firme e (0,51 %) 0,3 km² é água.

## Demografia
Segundo o censo de 2010, tinha 566 pessoas residindo no município de Palmer. A densidade populacional era de 9,64 hab./km². Dos 566 habitantes, o município de Palmer estava composto pelo 97,7 % brancos, o 0,18 % eram afroamericanos, o 0,53 % eram amerindios e o 1,59 % eram de uma mistura de raças. Do total da população o 0,53 % eram hispanos ou latinos de qualquer raça.